# Robert Gwelo Goodman

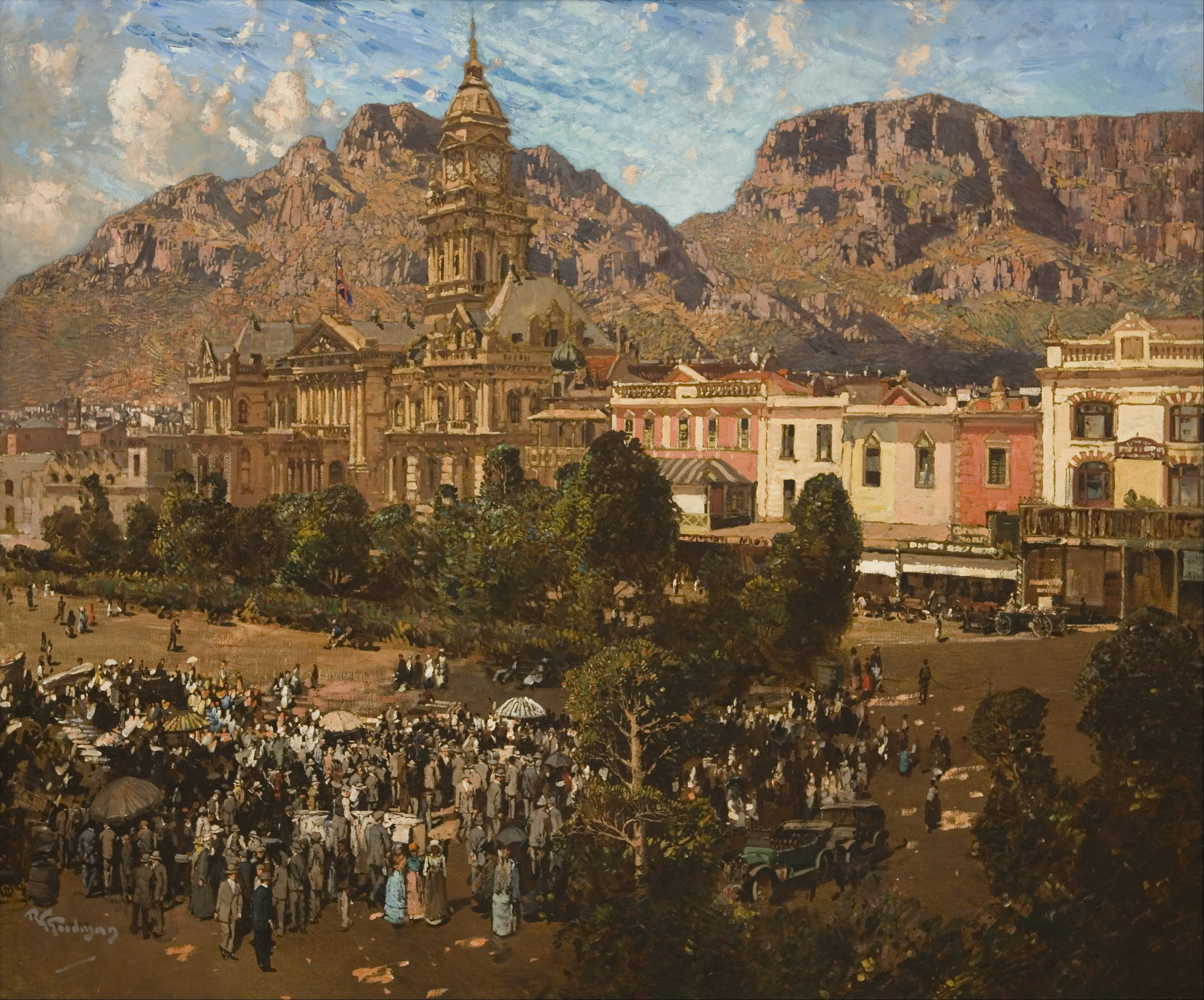
City Hall, Cape Town, 1917. Iziko South African Museum

Robert „Gwelo“ Goodman (* 1871 in Taplow, Buckinghamshire, England; † 11. März 1939 in Kapstadt, Südafrikanische Union) war ein südafrikanischer Maler britischer Herkunft, der vor allem für seine Landschaftsmalerei bekannt ist.

## Leben

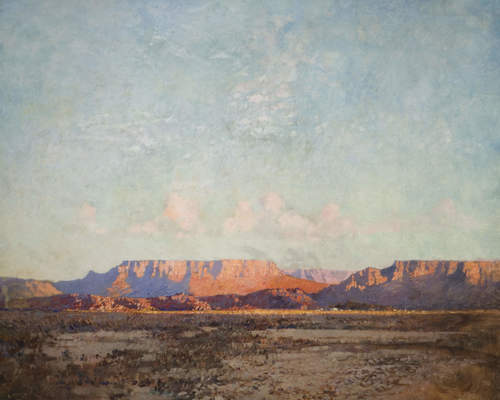
Die Karroo, „Kapland“ am Abend, um 1923. Birmingham Museums Trust

Robert Goodman wanderte 1886 in die Kapkolonie und begann seine künstlerische Ausbildung im Alter von 20 Jahren in Kapstadt bei James Smith Morland. Morland war ein enger Freund und Mentor, der Robert Goodman in seiner künstlerischen Entwicklung auch finanziell unterstützte. Auf Anraten von Morland und mit dessen finanzieller Hilfe sowie der mehrerer Familienmitglieder reiste er 1895 nach Frankreich und setzte sein Kunststudium an der Académie Julian in Paris bei William Adolphe Bouguereau fort. Morland finanzierte den größten Teil von Goodmans Studium, aber als er 1897 seine Arbeit verlor, konnte er nicht mehr die finanziellen Mittel aufbringen, die Goodman benötigte. Der junge Künstler musste sein Einkommen aufbessern, indem er neben dem Studium als Leinwandreiniger arbeitete. Er zog nach Chelsea und 1898 wurden drei seiner Werke von der Royal Academy angenommen und zwei weitere in der Royal Society of British Artists’ Exhibition ausgestellt.
Zwischen 1897 und 1915 lebte Robert Goodman in England und bereiste Europa, insbesondere Schottland, Spanien und Italien. Er reiste auch mehrmals ins südliche Afrika und nach Indien, um sich für seine Werke inspirieren zu lassen. Während seines Aufenthalts in Südafrika im Jahr 1900 dokumentierte er als inoffizieller Kriegsmaler den Burenkrieg und stellte seine Werke 1901 in London und Kapstadt aus. In dieser Zeit nimmt er den Namen „Gwelo“ nach der gleichnamigen Stadt in Rhodesien (heute Simbabwe) an und signiert seine Werke fortan mit „R. Gwelo Goodman“ oder „R.G.G.“.

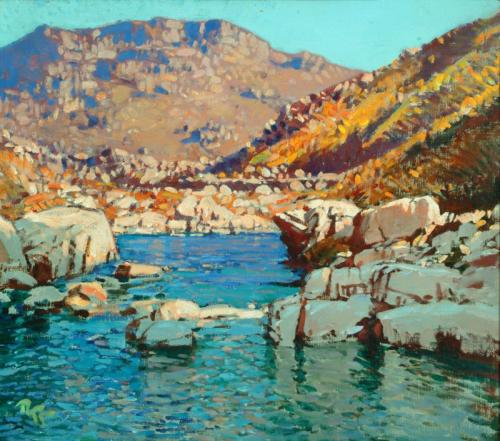
Der Witte-Fluss. Aberdeen Art Gallery

Nach einem enttäuschenden Verkaufserfolg seiner indischen Werke 1903 in England kehrte Robert Gwelo Goodman 1905 nach Indien zurück, um weiteres Material zu sammeln, und präsentierte 1905 und 1907 insgesamt rund 120 Gemälde in den Leicester Galleries in London. 1915 ließ sich Robert Gwelo Goodman, nach dem Ausbruch des Ersten Weltkriegs, in Kapstadt nieder. Er wurde Mitglied der South African Society of Artists und des Johannesburg Sketch Club und ermutigte andere Künstler, einen nationalen südafrikanischen Kunststil zu entwickeln.
In seinen letzten Lebensjahren entwickelte Robert Gwelo Goodman eine einzigartige Farbpalette, die ihm den Beinamen „Meister des Sonnenscheins“ einbrachte. Neben Landschaften und Straßenszenen malte er ab 1918 auch Blumenstillleben und Interieurstudien. Von 1920 bis 1929 lebte er in dem von ihm selbst restaurierten Newlands House, das zuvor als Krankenhaus gedient hatte. Robert Gwelo Goodman entwarf auch Gebäude, darunter ein Haus in Johannesburg und ein Gemeindezentrum in Natal sowie das Cannon House, ab 1929 sein Wohnhaus.

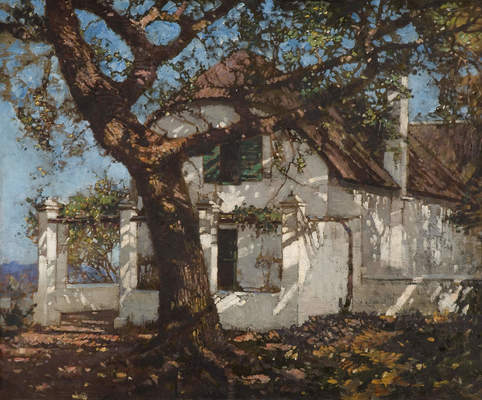
Welgelegen, bei Groote Schur, 1924. Birmingham Museums Trust

Robert Gwelo Goodman illustrierte Werke wie „Historic Houses of South Africa“ von Dorothea Fairbridge und konzentrierte sich in den Jahren 1916 bis 1924 auf Darstellungen alter kap-holländischer Häuser. Er stellte in England, Südafrika und den USA aus und erhielt 1915 auf der Ausstellung in San Francisco eine Goldmedaille. Sein Werk hatte großen Einfluss auf die südafrikanische Landschaftsmalerei und inspirierte Künstler wie Gregoire Boonzaier. Die London Times bezeichnete ihn als Begründer der südafrikanischen Schule der Landschaftsmalerei.
Die letzten zehn Jahre seines Lebens widmete er der Architektur. Ein Freund, Douglas Saunders, lud Robert Gwelo Goodman 1936 ein, die Umgestaltung des Familienhauses Amanzimnyama und seines Gartens in der Nähe von Tongaat zu entwerfen. Saunders sah sich durch den Kampf gegen die Malaria in den 1930er Jahren veranlasst, die Lebensqualität seiner Arbeiter zu verbessern und beauftragte Goodman im Dezember 1937 mit der Neugestaltung der Arbeiterwohnungen für das Saunders Sugar Estate. Bei der Planung erinnerte sich Goodman an seine Lieblingsarchitektur, den kapholländischen Stil, und entwarf eine Stadt nach der traditionellen kapholländischen Architektur. Mit seinem Entwurf für das „Eingeborenendorf“ Hambanati überzeugte er den Städtebauinspektor, von den strengen Regeln der rechteckigen Planung abzuweichen. Das Unternehmen wurde unterschiedlich aufgenommen, hinterließ aber seine Spuren in der Stadtplanung Südafrikas.

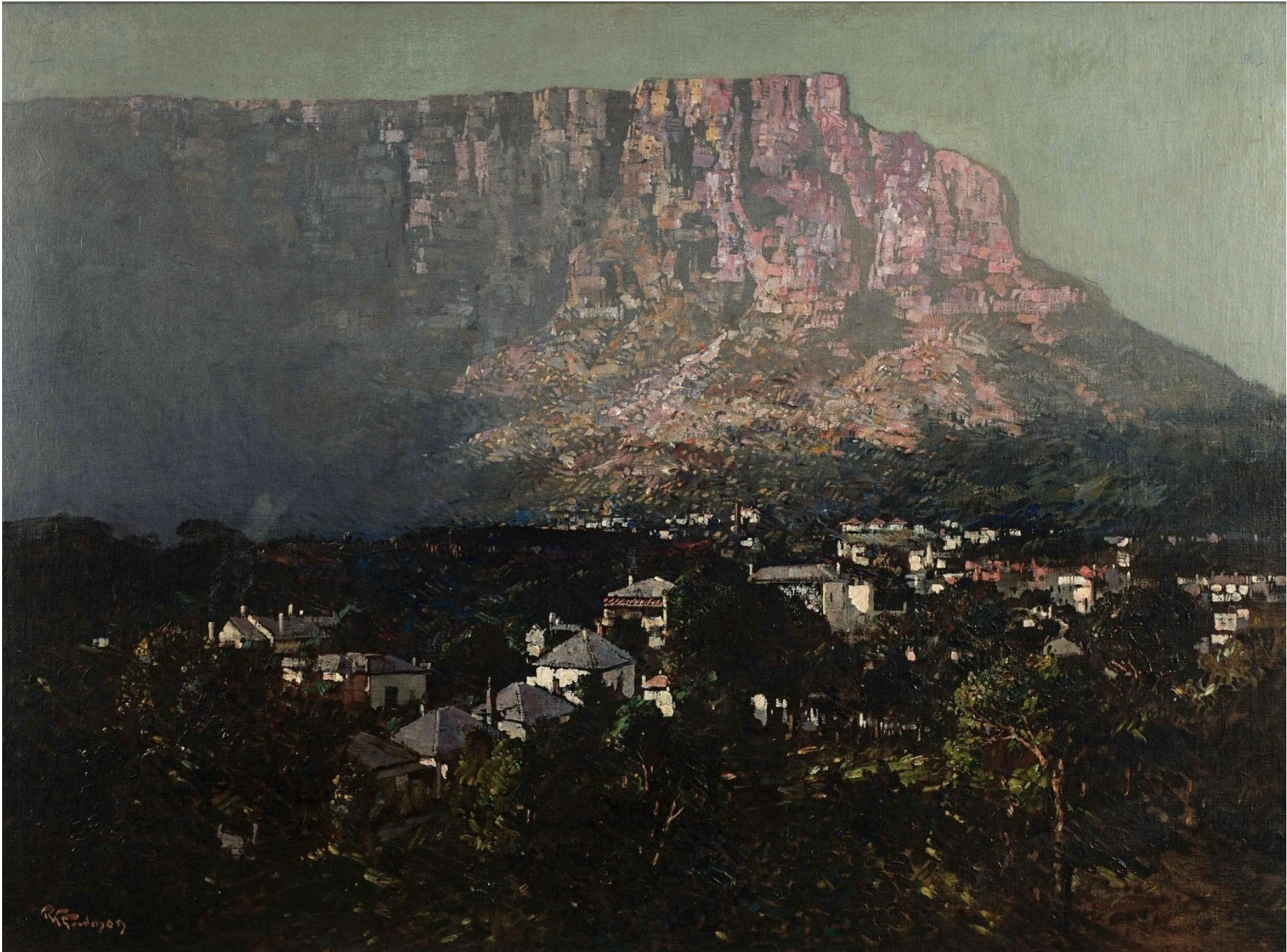
Morgendämmerung am Tafelberg, 1916

Robert Gwelo Goodman starb im März 1939 in seinem Haus in Kapstadt, kurz nachdem er einen Schlaganfall erlitten hatte. Entsprechend seiner Verachtung für Kunstauktionen war es sein ausdrücklicher Wunsch, dass alle seine Gemälde, Pastelle, Zeichnungen und Radierungen innerhalb eines Monats nach seinem Tod in seinem Haus, dem Cannon House, zum Verkauf angeboten werden sollten. Die Ausstellung fand im April 1939 statt, und zahlreiche Privatpersonen, Kunsthändler und Galerien erwarben seine Werke.